# Хатишериф из 1833. године
Хатишериф из 1833. године (Трећи хатишериф) је свечана повеља османског султана Махмуда II. Њиме је у Србији званично укинут феудализам и потврђено присаједињење шест отргнутих нахија. Потписан 14. новембра, у Крагујевац је стигао 4. децембра 1833. године, а на српском језику прочитан је фебруара 1834. године на Трифунској скупштини.

## Увод
Турска се Другим хатишерифом (из 1830. године) обавезала да ће решити проблем шест отргнутих нахија након што посебна комисија извиди стање ствари. Срби су наплаћивали царину за сву робу сем за робу која се преко њене територије превози директно у Цариград. Царински приходи такође су улазили у годишњи данак који је Кнежевина исплаћивала Порти. Процес исељавања Турака из Србије је започет, али је убрзо потом заустављен због одлуке кнеза Милоша Обреновића да продужи рок за исељавање. Сви наведени проблеми захтевали су доношење новог хатишерифа.
Порта се почетком тридесетих година налазила у очајном стању. Након грчког стицања независности, Французи 1830. године освајају Алжир, а Египат покреће рат за ослобођење. Користећи се Портином слабошћу, Милош је подстакао Србе у спорним нахијама да дижу устанке против турске власти. На јесен 1832. године буна је захватила крушевачку нахију и параћински, алексиначки и ражањски срез. Присаједињење шест нахија убрзано је заузимањем Русије која је након Ункјар-Искелесијског уговора постала покровитељица Османског царства. Договор између две државе постигнут је 17. септембра 1833. године на конференцији реис-ефендије и Бутењова.

## Хатишериф
Трећи хатишериф у Крагујевац је стигао 4. децембра. Срби су га назвали "толкователни", "изјаснителни" и "окончателни". За разлику од Првог и Другог хатишерифа, хатишериф из 1833. године насловљен је на кнеза Милоша коме је бератом из 1830. године призната власт и право наслеђивања.
- Прихваћена је топографска карта руско-турске комисије према којој су Кнежевини прикључене следеће територије: Крајина, Кључ, Црна Река, Гургусовац, Сврљиг, Алексинац са Ражњем и Параћином, Крушевац, једна част Старог Влаха и Новог Пазара, дрински предео састављен од Јадра и Рађевине.
- Висина данка пресечена је на 2.300.000 гроша кога су Срби исплаћивали у две рате: на Ђурђевдан и Митровдан. Оба одредба је од историјске важности за историју Србије јер је њоме коначно укинут феудализам.
- Рок за исељавање Турака продужен је на пет година.
- Одређен је статус београдског везира коме су потчињени сви Турци који живе у Кнежевини. Сем везиру, Турци из Србије потчињени су и кнезу. Београдска царинарница припала је Србији. У граду је забрањено ношење оружја. Страни трговци стекли су право на несметану трговину, али не и право на куповину непокретних добара.
- Забрањене су сеобе поданика Порте без претходног одобрења власти. Тиме је Порта хтела спречити масован прелазак хришћана у Србију.
- Нова утврђења имају се сравнити са земљом. Ова одредба била је део и претходног хатишерифа, али није извршена.